# Pěnišník

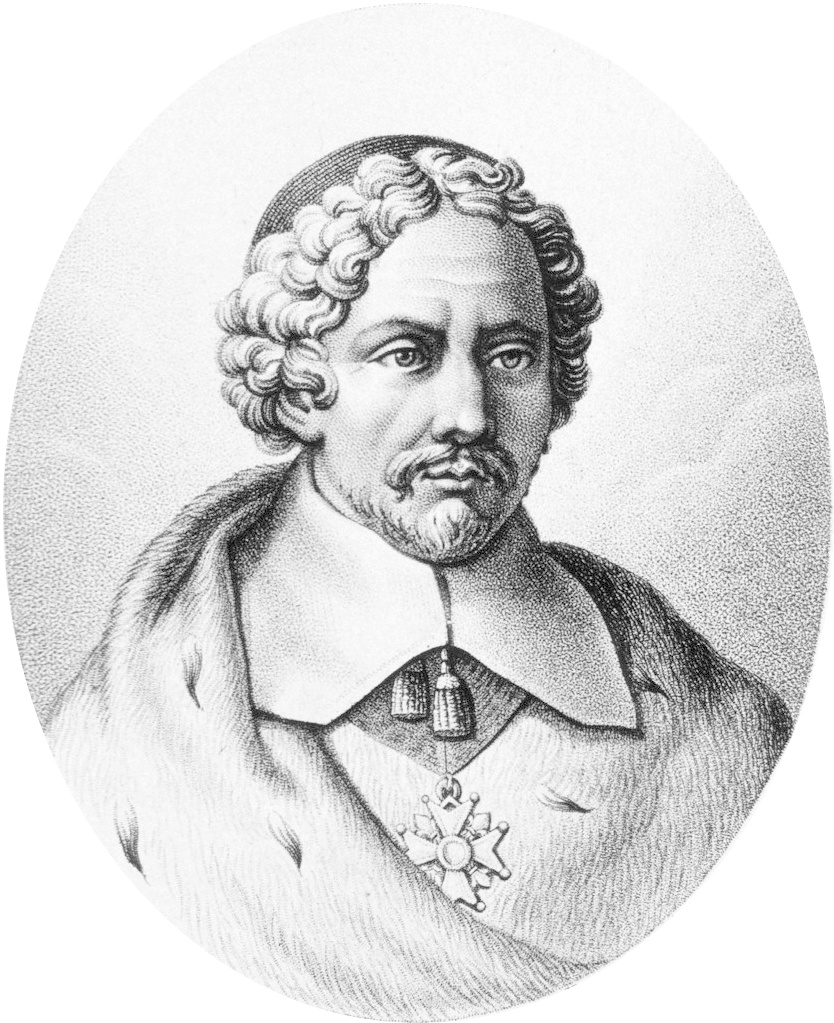
Joseph Pitton Tournefort (1656–1708), francouzský botanik jenž popsal všechny (tehdy známé) pěnišníky.

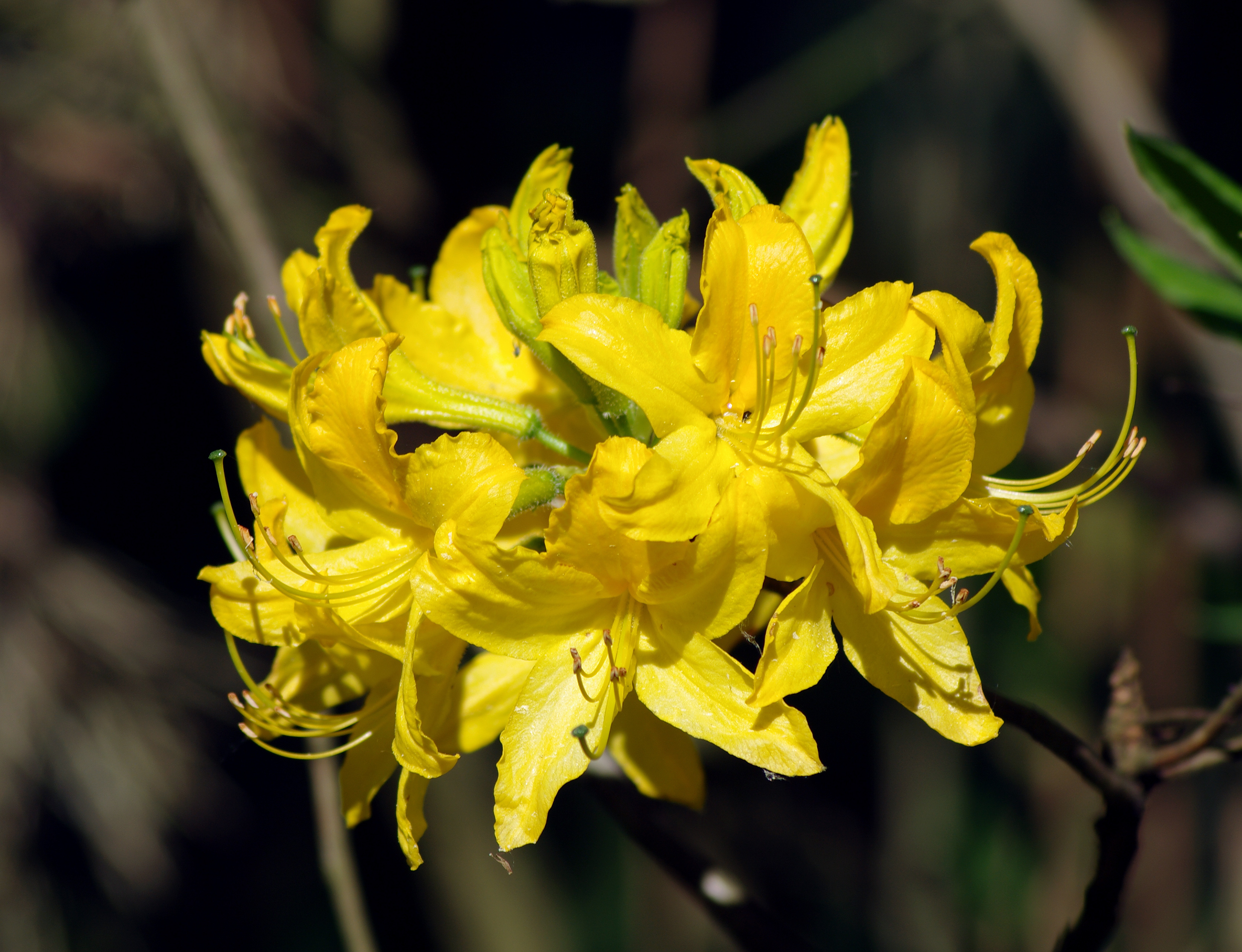
Rhododendron luteum

Pěnišník (Rhododendron) (česky také rododendron, azalka) je rod rostlin náležící do čeledi vřesovcovité (Ericaceae). Je to velký rod s více než 1000 druhy a nespočetným množstvím kultivarů. Většina z pěnišníků nápadně kvete. Rod obsahuje rostliny označované zahradníky jako azalky. Pěnišník je národní květina Nepálu. Pěnišníky jsou keře nebo malé (vzácně velké) stromy. Nejmenší druh dorůstá 10–100 cm výšky, kdežto největší, R. giganteum, může být více než 30 m vysoký.. Pěnišníky mohou být buď stálezelené, nebo opadavé. U některých druhů je spodní část listu (rub) pokryta chloupky. Některé z nejznámějších druhů jsou oblíbeny pro své velké květy. Existují skalkové druhy s malými květy a drobnými listy, ale též tropické druhy, jako jsou druhy v sekci Vireya, které se často pěstují jako epifyty.
Blízce příbuzný pěnišníkům je růžokeřník cistovitý (Rhodothamnus chamaecistus), známý jako „trpasličí rododendron“, který se vyskytuje jen ve východní části Alp s podobným výskytem jako Rhododendron hirsutum.

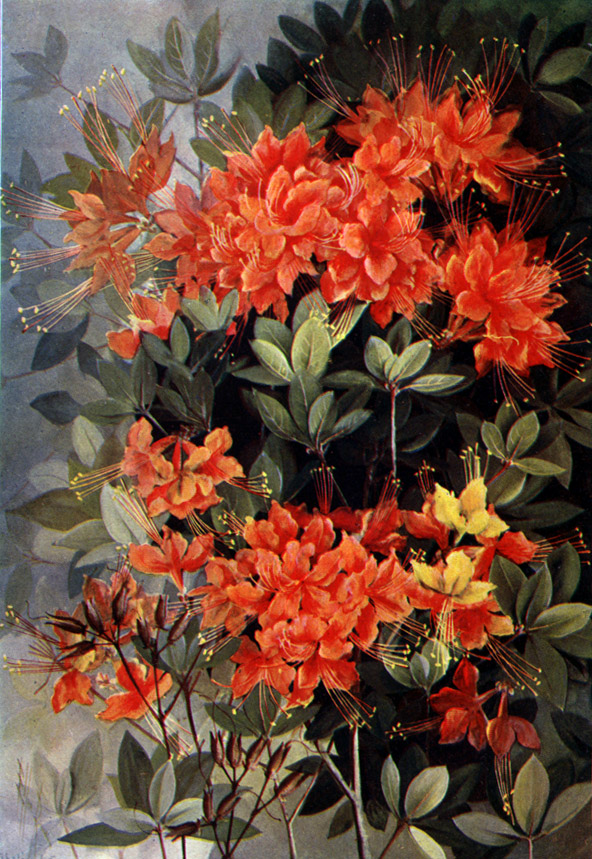
Pěnišníky v umění : (Rhododendron calendulaceum)

## Synonyma
azalka, rododendron, Chamaerhododendron, rojovník u bývalého rodu Ledum

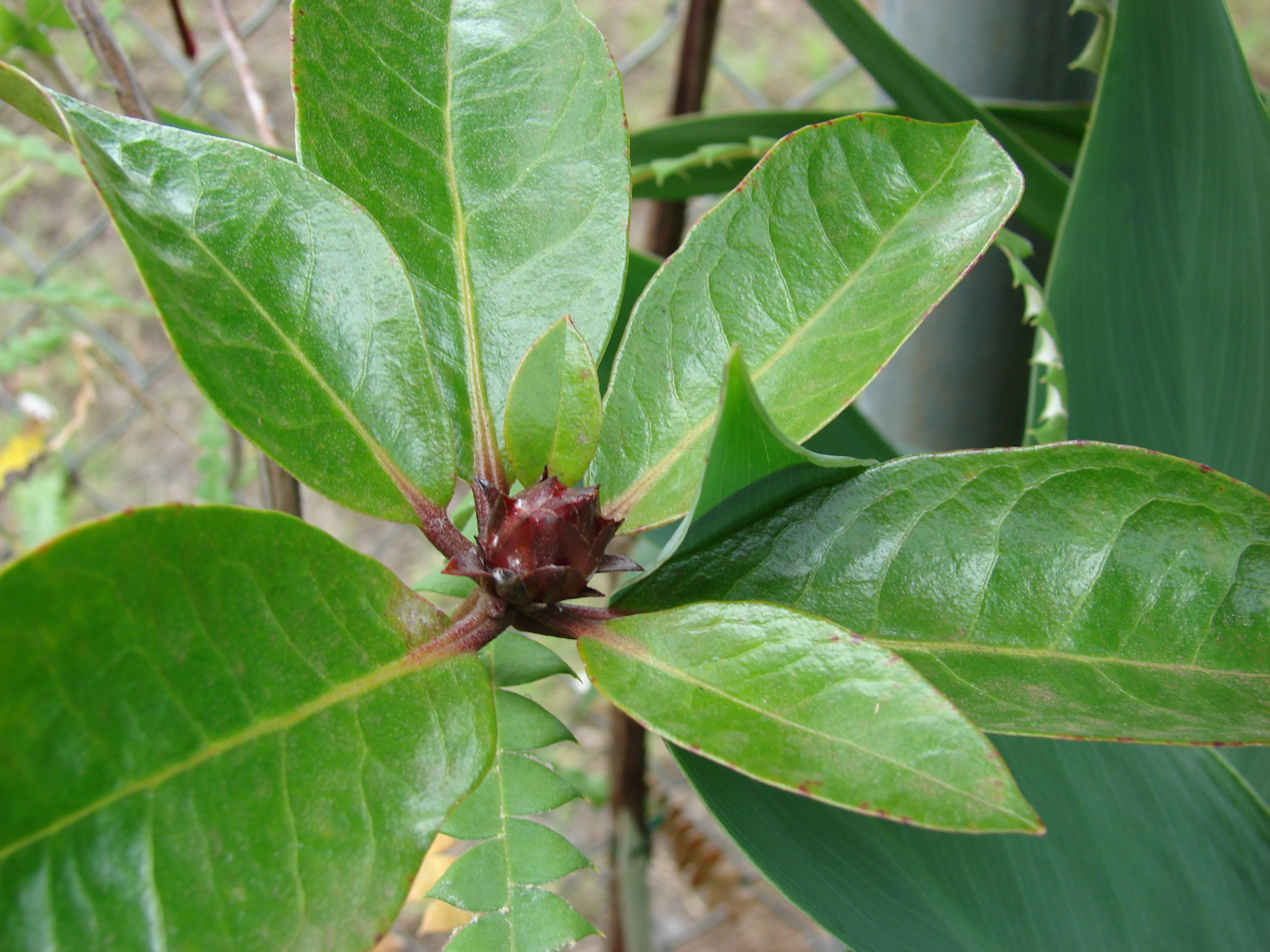
Listy pěnišníku

## Etymologie
Český název pěnišník pochází pravděpodobně od Presla (Wšeobecný rostlinopis, 1846), pravděpodobně byl ovlivněn starým ukrajinským názvem pjanišník, který uvádí Peter Simon Pallas ve Flora Rossica (1789). Moderní ukrajinština slovo pjanišník nezná a pro rod používá název rododenron – (Рододендрон).
Bratří Preslové, tvůrci českého názvosloví přírodnin, se inspirovali podobně jako v jiných případech v příbuzných jazycích. Na jihu Ukrajiny roste druh rododendronu, jehož části obsahují alkaloidy, způsobující otravu připomínající opilost. Pro tento druh existuje v ukrajinštině název pjanišník – od slovo pjanýj – opilý. Počeštěním vzniklo slovo pěnišník, použité pro celý rod.
Místní názvy pro pěnišník jsou někdy poetické, například alpská růže (Rakousko). Latinské slovo Rhododendron pochází z řeckého slova Rhodos, růžový, červený, a dendron, strom. Název Rhododendron, byl až do 17. století výraz pro oleandr (Nerium oleander) a Carl Linné jej použil pro pěnišníky. Před tím byl pro pěnišník používán název Chamaerhododendros (Chamae – nízký ,rhodo – růžový, červený, dendros – strom). Linné rozdělil pěnišníky na dvě skupiny – na rhododendrony a azalky. Název azalka odvodil od řeckého azaléos, což znamená suchý, vyprahlý.

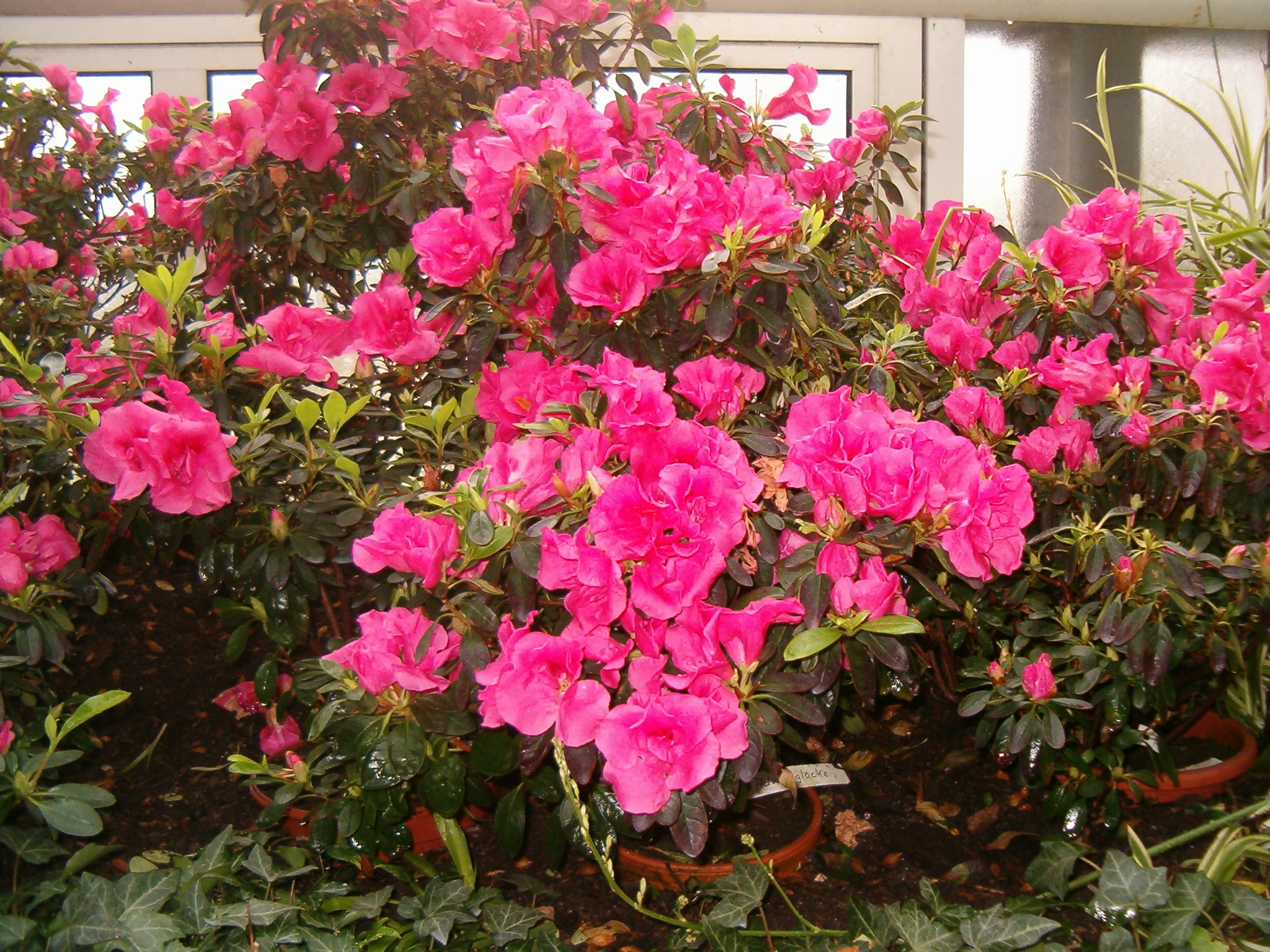
Nejčastěji pěstovaná azalka – (Rhododendron simsii)

## Popis
Rododendrony jsou většinou stálezelené keře nebo stromy s nerovnými kmeny, ale existují i opadavé a polopadavé druhy. Většina je terestrických, ale některé druhy patří mezi epifyty. Větévky a olistění některých druhů jsou vonné. Příkladem může být rojovník bahenní (Ledum palustre), který je celý silně vonný. Kůra pěnišníků je červenohnědá, nebo zelená. Listy, většinou s krátkým řapíkem jsou uspořádány na větvičkách střídavě. Čepel je zpravidla celokrajná, jen zřídkakdy jemně zubatá. Velikost listu se liší od 1–2 cm po více než 50 cm, výjimečně dosahuje až po 100 cm dlouhé a 30 cm široké u Rhododendron sinogrande. Na rubu listů vyrůstají chloupky, nebo jsou listy na rubu plstnaté či šupinaté.

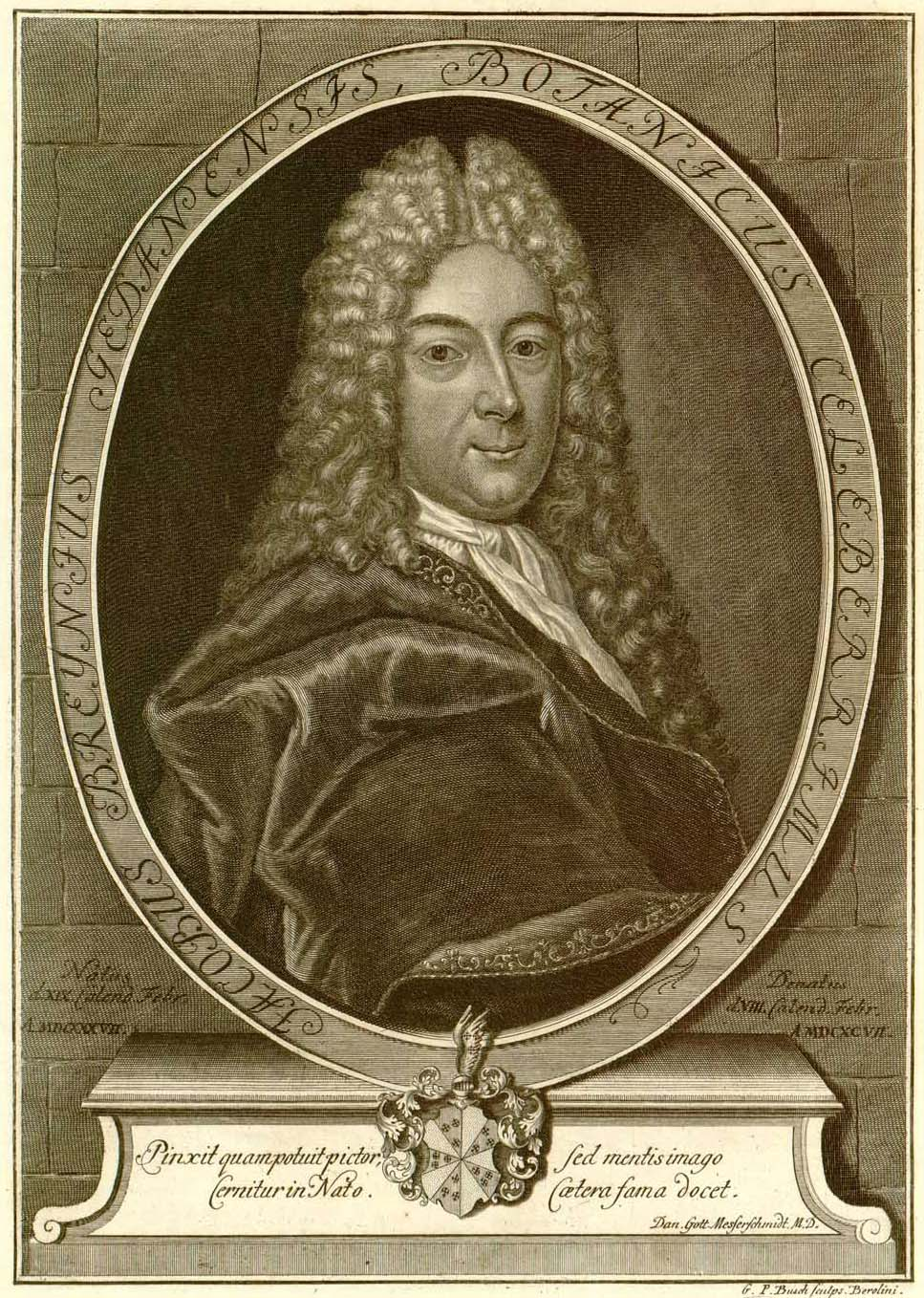
Jakob Breyne, obchodník a botanik, který popsal první pěnišníky dovezené do Evropy.

Květenství jsou většinou vrcholičnatá, květenstvím je hrozen nebo chocholík, některé druhy ale kvetou jednotlivě. Oboupohlavní zvonkovité trubkovité, nebo miskovité květy jsou pětičetné. Kalich je vytrvalý, 5–8lalokovitý. Tyčinek je pět až deset, ojediněle více. Semeník má 5–10, vzácně i více pouzder. Plodem je tobolka válcovitá, kuželovitá, nebo vejcovitá, někdy zakřivená, pukající odshora. Dozrává koncem léta. Semena až 3 mm velká jsou velmi početná, křídlatá nebo na obou koncích s přívěšky nebo vlákny. Křídlatá semena mají lesní druhy, epifytní je mají velmi velká. Plnokvětost je způsobena přeměnou tyčinek na květní plátky. Pěnišníky kvetou od ledna do srpna, většina z nich ale v dubnu až květnu, všechny květy současně. V tomto období jsou velmi krásné, kvetení je příčinou jejich popularity a velkého zahradnického zájmu. Květy jsou často vonné, některé i velice silně, vůně se liší od omamné po nesnesitelnou.
Variabilita v rámci druhu může být velmi vysoká. Například barvy květu u Rhododendron ambiguum jsou velmi pestré: většinou žluté se zelenými skvrnami, ale existují i fialové. Některé americké azalky kvetou obvykle žlutě, oranžově, ale také zářivě červeně zbarvené. Informace o barvách v literatuře jsou často od bílé přes růžovou až purpurovou, bez skvrn. Rhododendron Schlippenbachii a Rhododndron vaseyi jsou známé pro jejich růžové květy, ale existují i čistě bílé kvetoucí. Tvary květu se mohou lišit.
Mnoho druhů kvete fialově až modře: Rhododendron impeditum,  Rhododendron scintillans, Rhododendron russatum, některé kvetou růžově a jsou velmi nízké: Rhododendron keleticum, Rhododendron radicans. Poměrně málo známé jsou, červeně kvetoucí druhy (Rhododendron forrestii, Rhododendron haemaleum, Rhododendron haematodes) a existují i druhy kvetoucí tmavočerveně.
Počet chromozómů x=13. Nejvíce druhů je diploidních (2n=26), ale velký počet je i tetraploidních (2n=52) a hexaploidních (2n=78), zatímco oktaploidní (2n=104) a dodekaploidní (2n=156) druhy jsou výjimkou.
Kořeny jsou mělké, většina druhů koření v hloubce 15 cm. Kořeny někdy přesahují obvod koruny.

## Taxonomie
Rod je rozdělen na podrody, sekce, podsekce a oddělení. Na počátku 21. století je rod rozdělen do čtyř velkých a čtyř malých podrodů. Nedávné genetické výzkumy způsobily pokračující přeskupování jednotlivých druhů a skupin v rámci rodu a také způsobily že například i rod rojovník (Ledum), který byl původně samostatný byl překlasifikován do rodu pěnišník (Rhododendron). Další změny v podrodech jsou v současné době navrhované , včetně sloučení podrodu Hymenanthes do podrodu Pentanthera.
Pěnišníky jsou rozsáhle křížené nejen mezi pěstovanými druhy. Mezi původními druhy pěnišníků lze najít přírodní hybridy (R. × intermedium. Přírodní kříženci se často vyskytují v oblastech, kde se výskyt původních druhů překrývá. Existuje více než 28.000 kultivarů pěnišníků zaznamenaných v mezinárodním registru International Rhododendron Registry, v držení společnosti Royal Horticultural Society. Nejvíce byly vyšlechtěné pro jejich květy, ale některé ze zahradních kultivarů jsou zajímavé pro dekorativní listy a některé jsou okrasné kůrou nebo mají dekorativní větvičky.

## Historie
Pěnišníky jsou pozůstatkem flóry třetihor, třetihorním reliktem. V tomto období zasahoval i do Evropy areál teplomilných druhů. Rozšíření pěnišníků bylo mnohem širší a předpokládá se, že souvislé. Čtvrtohorní klimatické změny ale vedly k přežití jednotlivých skupinek ve specifických podmínkách.
Od roku 552 př. n. l. až do 8. století navštěvovali korejští a čínští mniši a jeptišky Japonsko a při svých cestách převáželi oblíbené rostliny mezi Čínou, Koreou a Japonskem. Tito mniši introdukovali do Japonska řadu oblíbených stromů a keřů. Čínští mniši pěstovali své oblíbené květiny v chrámech a na jiných posvátných místech. Kryptomérie (Cryptomeria), která je endemická v Japonsku, a mnoho odrůd japonských kamélií a azalek se stalo oblíbenou součástí čínských zahrad.
Jako první popsal všechny (tehdy známé) pěnišníky francouzský botanik Tournefort (1659–1718), který popsal všechny tehdy známé druhy rostlin. Bylo jich asi 800 a mezi nimi šest Chamaerhododendronů (pěnišníků).

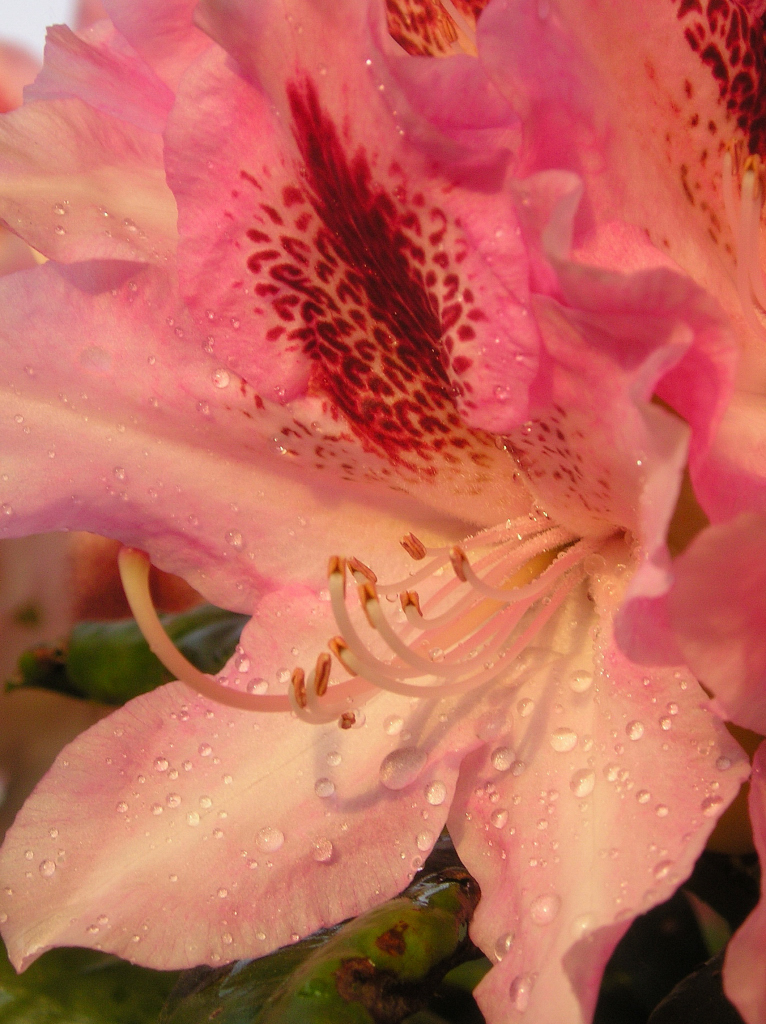
Typické skvrnky na květech

V letech 1690–92 žil v Japonsku Engelbert Kaempfer, sloužící ve službách holandské Východoindické společnosti, a jeho Amoenitates Exoticae, publikovaná v roce 1712, dává obdivuhodný přehled japonských rostlin. Získal údaje o mnoha z nich, včetně lidových jmen. Zmiňuje 21 azalek, mezi nimi azalka nyní známou jako Rhododendron obtusum var. Kaempferi Wils. V roce 1775 navštívil Japonsko C. S. Thunberg, lékař nizozemské společnosti, a v roce 1784 zveřejnil ve své Flora japonica spolu s popisem flóry Orientu také popis azalek.
Prvním do Evropy dovezeným pěnišníkem byl druh Rhododendron indicum, pojmenovaný původně botanikem Jakobem Breynem jako Chamaerhododendron exoticum amplissimum floribus lilaceis. Během poslední čtvrtiny 17. století Jakob Breyne, obchodník z Gdaňsku a význačný botanik, navštívil Holandsko a našel zde několik slavných pěstovaných zahradních rostlin z Orientu, které poté zaznamenal ve svém Prodromus Plantarum. Na straně 24, bod. I, publikované v roce 1680, čteme „Chamaerhododendron exoticum amplissimus floribus liliaceis. Frutex spectabilis elegans. In horto Beveringiano.“ Tutéž rostlinu Linné později pojmenoval Azalea indica. Breyne neříká, z jaké země tento keř byl do Evropy dovezen, ale S. Hermann, ve své Academici Horti lugduno-batavi, v katalogu, s. 152 (1687), popisuje stejnou rostlinu pod názvem „Cistus indicus Ledi alpini foliis, floribus amplis,“ zaznamenal, že ji nalezl v Jaccatra, což je Batávie (v 21. století Jakarta), oblast na Jávě. Významně se pěstování pěnišníků rozvíjí v 18. století, kdy je šlechticové pěstují kolem svých sídel. Zde dochází i k samovolnému křížení.
V Hortus Kewensis (1810) u Azalea indica je uvedeno, že je pěstován v Kew a že byl dovezen z Číny 1808 na palubě lodi Východindické společnosti „Cuffnels“ kapitánem Wellbankem. Tato rostlina byla Rhododendron simsii Planch. a zde začala záměna Linného druhů s čínskou azalea, která stále přežívá. Prostřednictvím aktivit příslušníků Východindické společnosti na konci 18. století a na počátku 19. století byly anglické zahrady obohaceny mnoha čínskými rostlinami. Nejvíce aktivní byl důstojník John Reeves, který jako vrchní inspektor čaje ve Východindické společnosti pobýval v Macau a Kantonu v letech 1812–1831. Záměrné pěstování začalo především v Angli (kvůli výhodným klimatickým podmínkám) v královských botanických zahradách v Kew v 19. století.

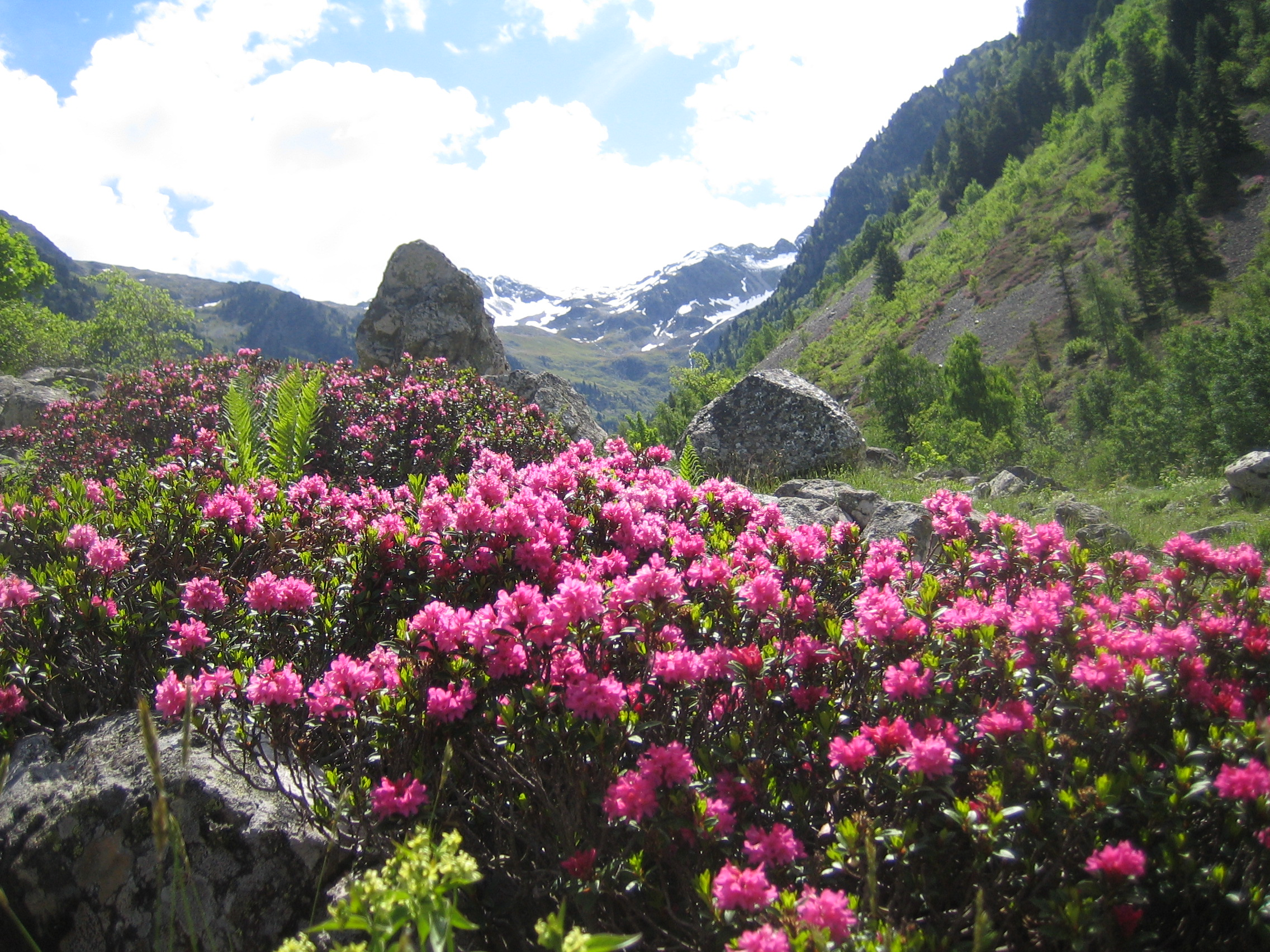
Pěnišník rezavý (Rhododendron ferrugineum)

Prvního záměrného křížence vyšlechtil v roce 1870 (jiný zdroj 1817) Angličan Herbert ze Spofforthu a nazval jej „Hybridum“. Vznikla z něj skupina kultivarů pěnišníků, která je stále rozšiřována novými kultivary.
V českých zemích byl na pozemcích Univerzitní botanické zahrady na Smíchově v roce 1844 pěstován tehdy bohatý sortiment 18 druhů, pěnišníky však zanikly se zrušením zahrady. Šlechtění pěnišníků bylo v ČSSR záležitostí převážně Výzkumného ústavu okrasného zahradnictví v Průhonicích, přestože už dlouho existoval i Ústav dendrobiologie v Mlyňanech. Průhonický ústav vyslal do Číny dendrologa Camillo Schneidera a podnikl i několik expedic na Kavkaz a ze získaného materiálu bylo vypěstováno množství rostlin, které dodnes rostou v parku v Průhonicích. Kromě mnoha kultivarů byly v ústavu vyšlechtěny i odolné podnože.

## Rozšíření
Je známo asi 1000 druhů z Asie, Evropy, Severní Ameriky, Austrálie a Asie. Oblast rozšíření sahá od pobřeží až do vysokých hor (v Tibetu nad 5000 m n. m.), v oblastech od tropické džungle po tundru (např. Rhododendron lapponicum, Rhododendron camtschaticum).
Pěnišník je velmi široce rozšířený rod na většině povrchu severní polokoule s výjimkou suchých oblastí, a rozšířený i na jižní polokouli v jihovýchodní Asii a severní Australasii. Poměrně menší druhy se vyskytují v Severní Americe a Evropě. Velmi málo rododendronů se vyskytuje v Jižní Americe (v horách Bolívie a Ekvádoru) a v Africe (Alžírsko) .

### Evropa
V Evropě je známo devět druhů:
- Rhododendron ferrugineum: původ – Alpy, Pyreneje, Apeniny
- Rhododendron hirsutum: původ – Alpy
- Rhododendron kotschyi: původ – Transylvanské Alpy, hory Rhodope
- Rhododendron luteum: původ – Černé moře, Chorvatsko, Volyň
- Rhododendron ponticum: původem od Černého moře a z Pyrenejského poloostrova;
- Rhododendron lapponicum: původem z arktické a subarktické Eurasie

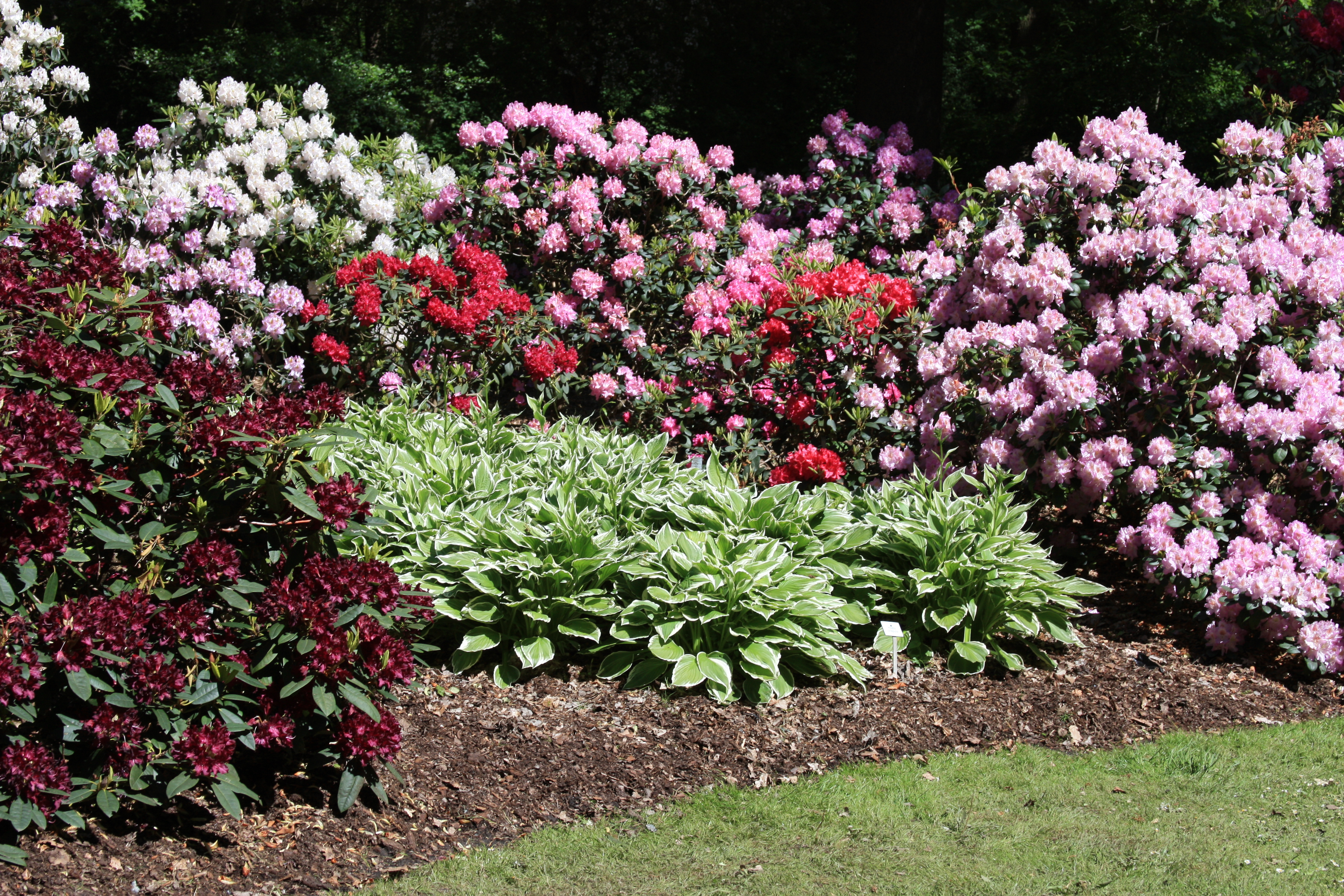
Pěnišníky se pěstují v široké škále odstínů (Rhododendronpark, Bremen, Deutschland)

Na Kavkaze:
- Rhododendron caucasicum
- Rhododendron smirnowii
- Rhododendron ungernii

### Asie
V Číně se nachází 571 druhů, z toho 409 endemických. Roste zde škála různých druhů s odlišnými požadavky. Největší druhová rozmanitost je Himálaji v Uttarakhand, Nepálu a Sikkim po Yunnan, S’-čchuan a dalších významných oblastech v horách Indočíny, v Jižní Koreji, Japonsku a na Tchaj-wanu. Navíc existuje značný počet tropických druhů pěnišníků od jihovýchodní Asie po severní Austrálii.

### Austrálie
Zde rostou dva druhy. V nepřístupných horách roste Rhododendron lochae. Více než 55 druhů je známých na Borneu a 164 v Nové Guineji.

### Severní Amerika
V Severní Americe roste stejně jako v Asii Rhododendron camtschaticum a podobně jako v Eurasii Rhododendron lapponicum. Z Ameriky byl do Evropy introdukován Rhododendron catawbiense a roste zde i Rhododendron nudiflorum, Rhododendron canescens, Rhododendron viscosum a další druhy.

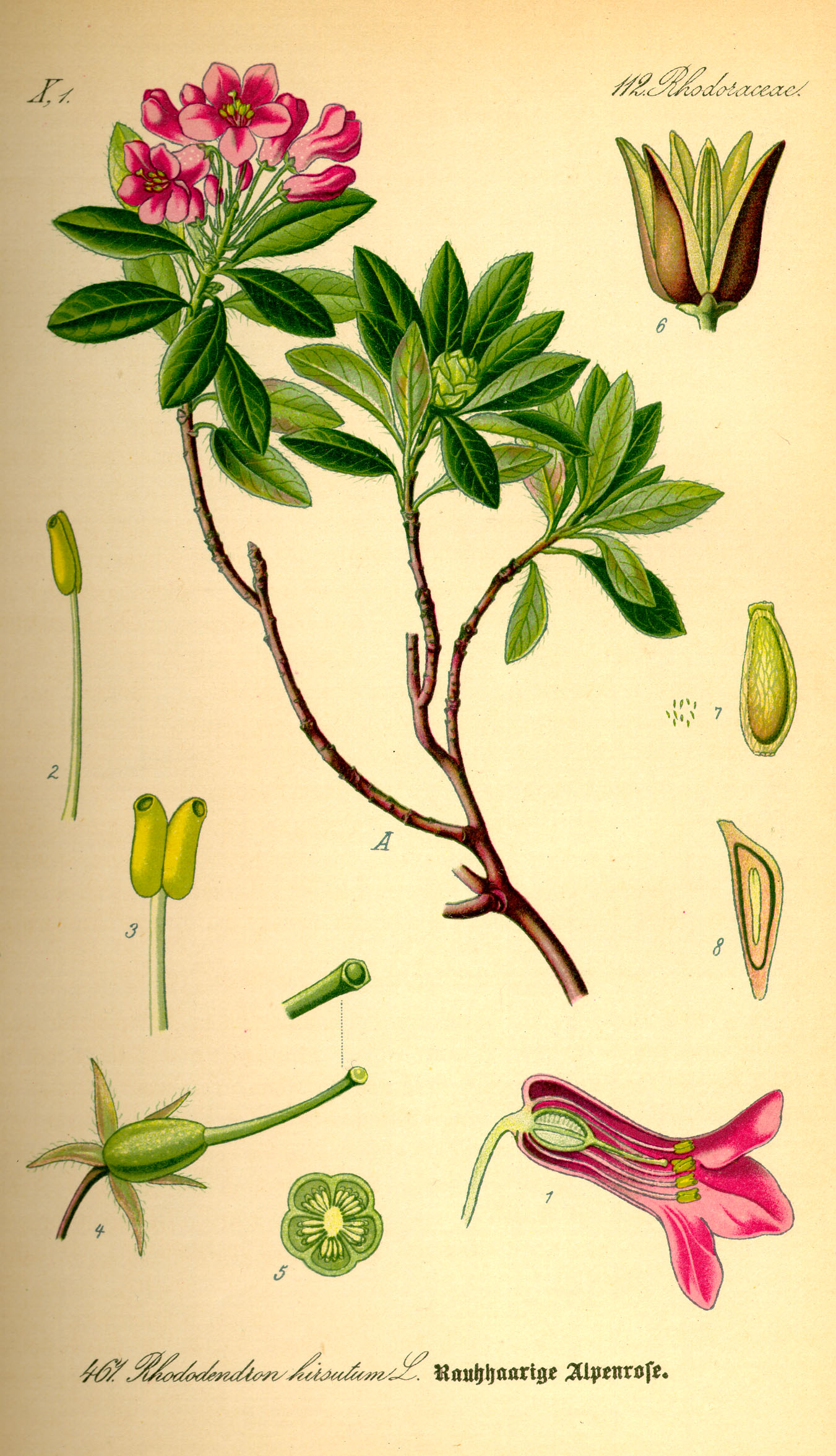
Ilustrace pěnišníku se zobrazením vegetativních orgánů (Rhododendron hirsutum)

## Toxicita
Některé druhy jsou jedovaté pro herbivory – pro dobytek i volně žijící zvířata. Tyto rododendrony obsahují andromedotoxin (ze skupiny diterpenických grayanotoxinů), je obsažen nejen v listech, ale také v nektaru a pylu, med získaný z nektaru rododendronu má halucinogenní účinky a je označován jako šílený med . Staly se již případy otrav u člověka po nadměrném požívání medu z nektaru Rhododendron ferrugineum a Rhododendron ponticum.
Lidem je dlouho známo, že lze onemocnět z pojídání medu včel opylujících rododendrony a azalky. Xenofón popsal podivné chování řeckých vojáků po konzumaci medu ve vesnici obklopené rododendrony. Později bylo známo, že nektar z těchto rostlin má mírně halucinogenní a projímavé účinky. Při těžké otravě může být zpomalená srdeční činnost, puls slábne až nastane kóma a smrt ze zástavy dýchacího systému.
Podezřelé pěnišníky jsou Rhododendron ponticum a Rhododendron luteum (dříve Azalea pontica), které najdeme v severní části Malé Asie. Jedenáct podobných případů bylo zdokumentováno v Istanbulu v Turecku v roce 1980. Známy jsou případy otrav pasoucích se zvířat, otrávených prostřednictvím konzumace listí, například ovcí. Rododendron je velmi toxický pro koně, některé ze zvířat hynou během několika hodin, i když většina koní má tendenci se konzumaci pěnišníku vyhnout, pokud mají přístup k dobré píci.

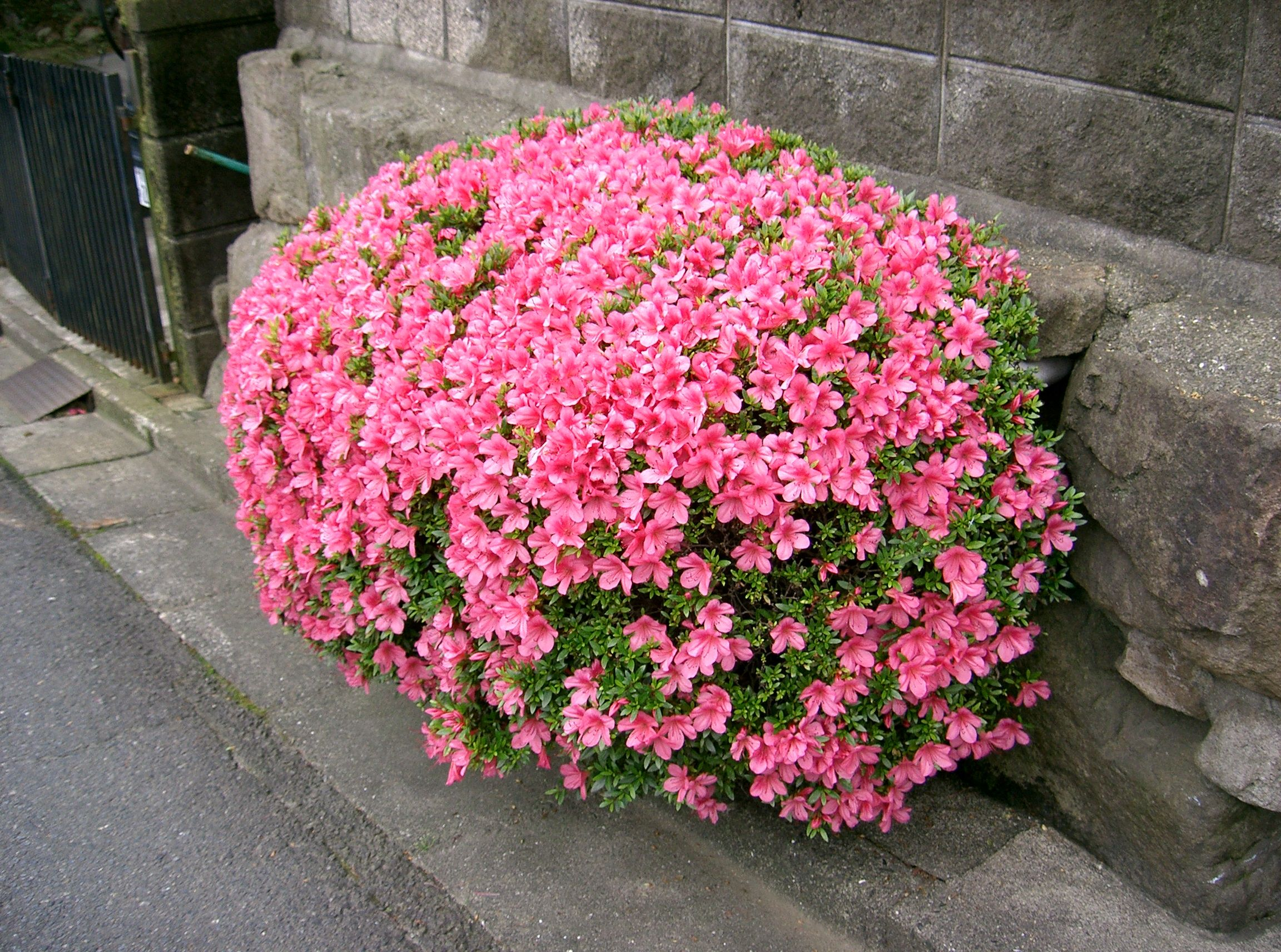
Chamaerhododendron exoticum amplissimus floribus liliaceis. Frutex spectabilis elegans. In horto Beveringiano. (Rhododendron indicum)

## Použití
Většina druhů pěnišníků a jejich hybridů je široce používáno jako okrasné rostliny v parcích v mnoha částech světa. Mnoho druhů a kultivarů se pěstuje komerčně. Rododendrony jsou ceněny pro svůj habitus, velikost, květy, a skutečnost, že mnohé z nich jsou stálezelené. V některých oblastech, jsou větší rododendrony prořezávány na stromu podobné formy. Některé druhy, jako jsou R. arboreum a R. falconeri nakonec rostou do výšky 10–15 m.

### Komerční pěstování
Pěnišníky jsou komerčně pěstovány v mnoha oblastech na prodej a někdy sbírány ve volné přírodě, což je praxe již vzácná ve většině oblastí. Velcí komerční pěstitelé ve Spojených státech se nachází na západním pobřeží (Oregon, Washington a Kalifornie). Velkopěstitelé vybírají k pěstování druhy pro různé vlastnosti, jako je odolnost vůči kořenové hnilobě, brzy rašící, snadné zakořenění nebo jiné rozmnožování a prodejnost.

### Kosmetika
Z pěnišníku R. luteum se vyráběl v SSSR parfém. Druh pěnišníku (Rhododendron tomentosum) dříve nazývaný rojovník (Ledum) byl používán k výrobě repelentů.

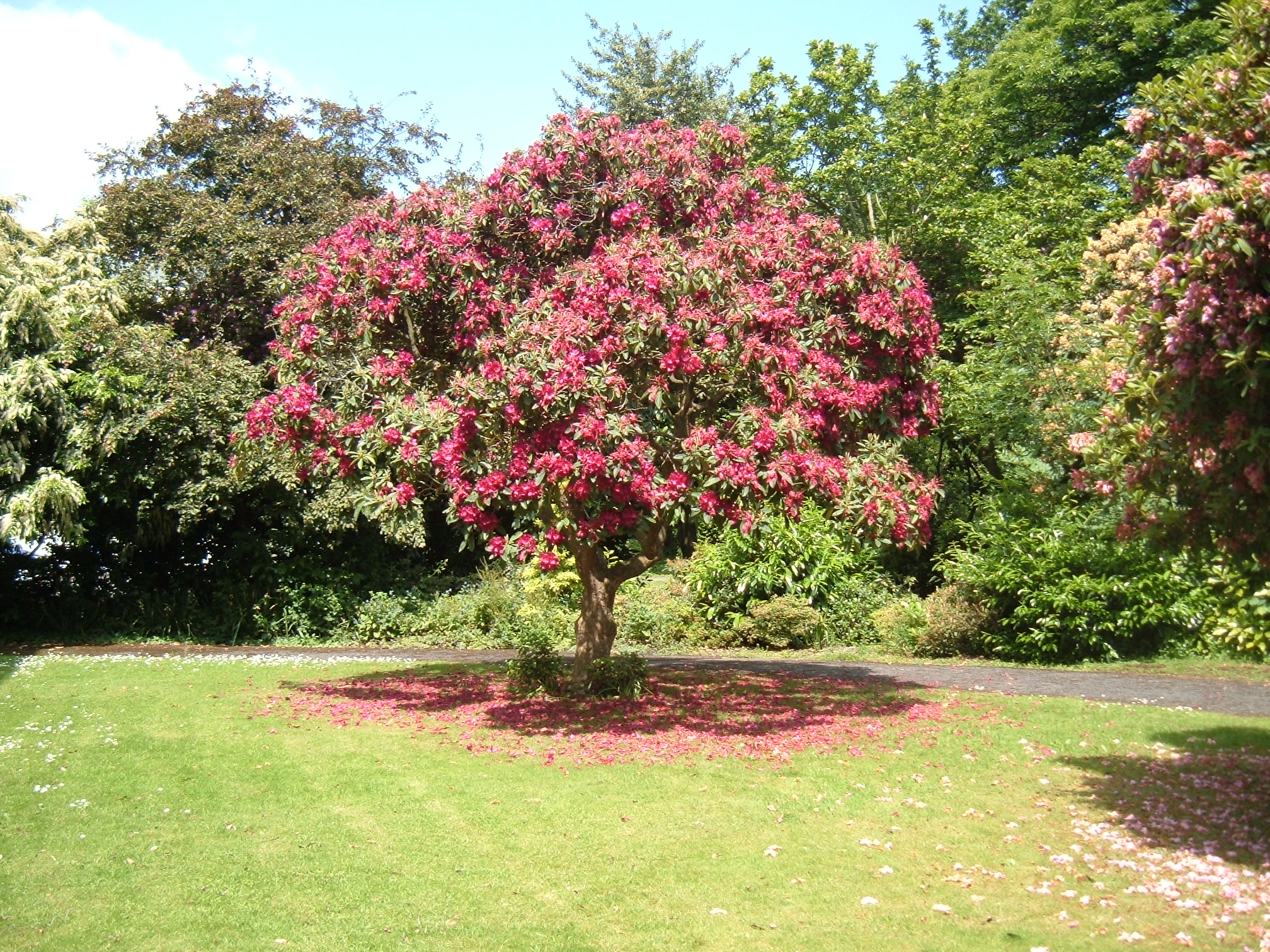
Pěnišník jako strom

### Použití ve zdravotnictví
Jsou zprávy že rostlina má účinky proti horečce, potopudné, močopudné, omamné a hepatoprotektivní účinky proti nemocem, pravděpodobně je to účinek antioxidantů. Pěnišníky obsahují flavonoidy, saponiny a fenolové sloučeniny. Xiong et al. zjistili, že kořen rostliny schopen regulovat funkce ledvin, snižuje aktivitu NF-κB. Tinktura se používala k léčení revmatismu, výtažek z Rododendron caucasicum se užívá proti otravě rtutí. Některé druhy mají mírně povzbuzující účinek,V rumunských Karpatech z květů chráněného R. kotschyi se dělaly dva druhy osvěžujících nápojů.

### Symbolika
Rhododendron ponticum je státní květina indické oblasti Kašmíru a Pákistánu, který ovládá také část Kašmíru. Pěnišník Rhododendron arboreum (Lali Gurans) je národní květina Nepálu. Rhododendron niveum je státní strom Sikkimu v Indii. Rhododendron je také státní strom indického státu Uttarákhand. Rhododendron catawbiense, převládající pěnišník v Appalačských horách, je státní květina státu Západnií Virginie, a je na vlajce Západní Virginie. Rhododendron macrophyllum, převládající rododendron na tichomořském pobřeží a na Kaskádových horách, je květ státu Washington.

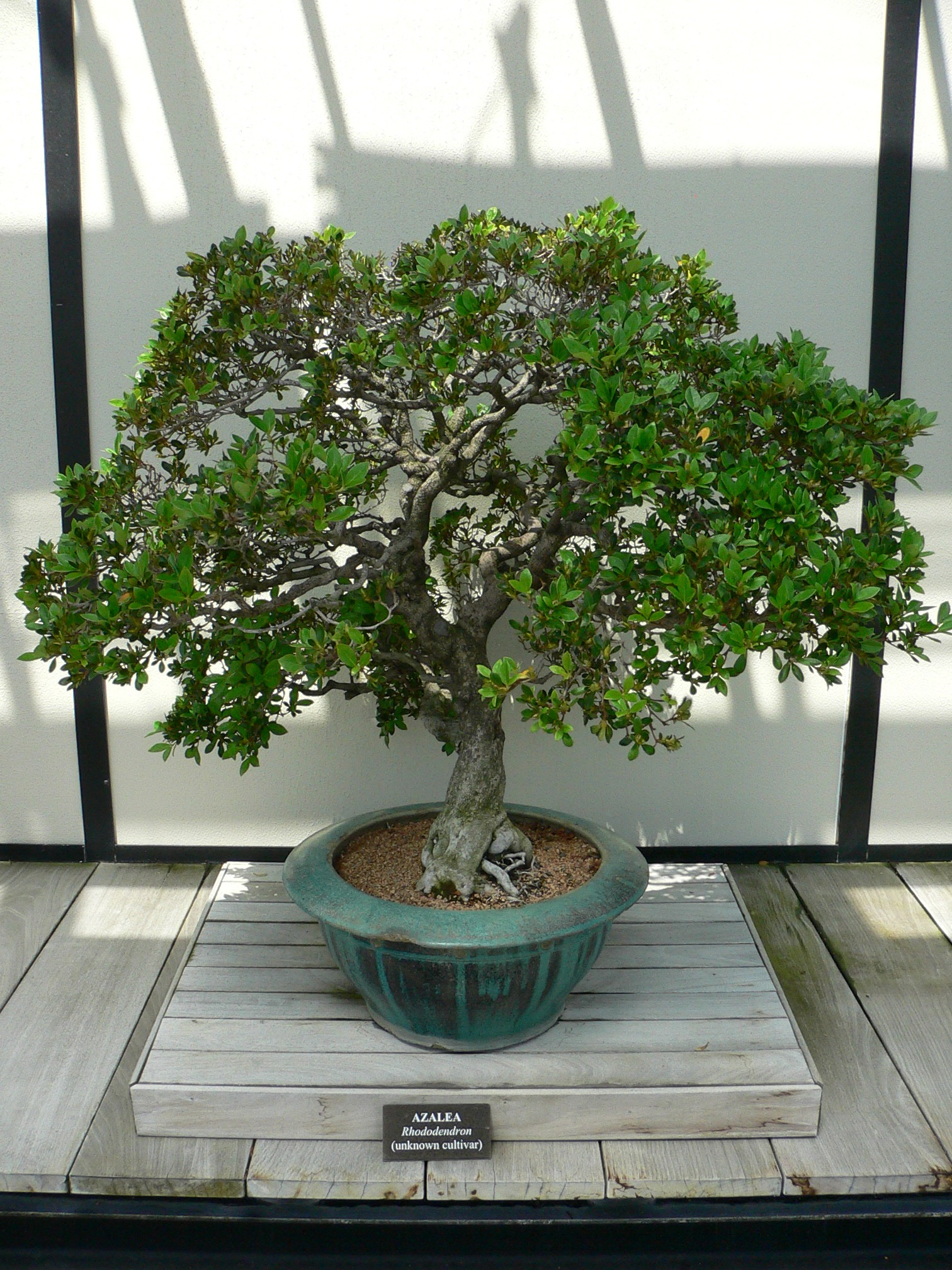
Pěnišník jako bonsai

## Pěstování
Pěnišníky ve své většině preferují propustné kyselé půdy s pH zhruba 4,5–5,5. Vápník snáší (Rhododendron praecox) a (Rhododendron hirsulum) rostoucí ve vápencových Alpách.. V oblastech s málo propustnými půdami nebo v alkalických půdách, se rododendrony se často pěstují v příkopech naplněných rašelinou. Pečlivé zalévání je důležité u čerstvě vysázených rostlin.
Pro pěnišníky je při pěstování v ČR doporučena zimní přikrývka, tak aby nastlané listí zakrývalo přinejmenším kořenový krček. Upřednostňují stinná vlhká chráněná místa. Některé odrůdy ovšem snáší plné slunce dobře. Plné slunce více stimuluje kvetení. Slunce brzy zjara, kdy může popálit listy, nebo celkově oslabit rostlinu tak, že je náchylná k chorobám. Pěnišníkům prospívá také každoroční mulčování.
Nedoporučuje se přesazovat rododendrony z volné přírody, protože i při nejlepší péči mají jen malou šanci na přežití.
Množí se semeny, řízkováním, odrůdy lze štěpovat, některé odrůdy můžeme množit oddělky a je používáno i meristémové množení. Při množení hřížením také nižší větve lze zasypat zemí.

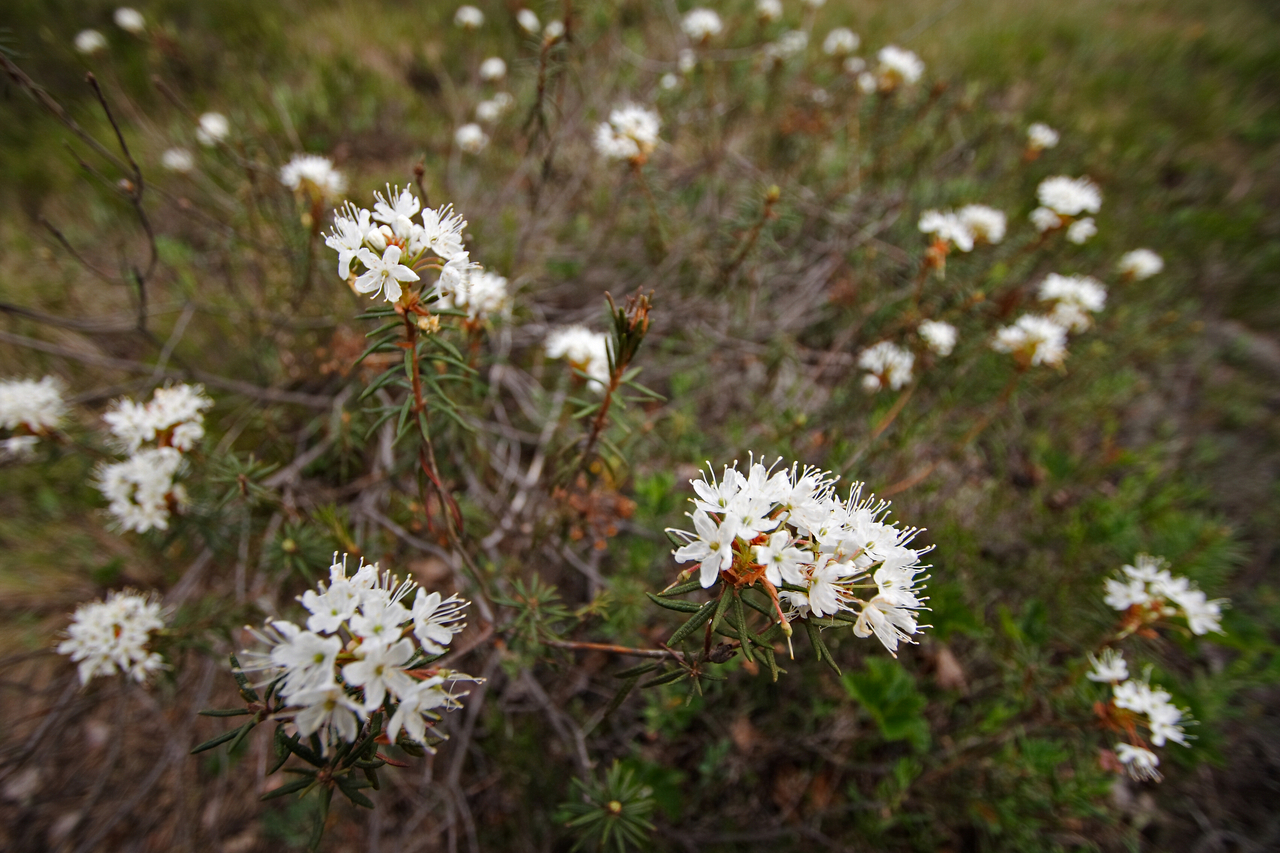
(Rhododendron tomentosum)

Hnojí se tekutými, nebo organickými hnojivy. Z organických hnojiv je vhodná močůvka.
Dostatek vody je nezbytný. Pěnišníky mohou trpět v zimě nedostatkem vody, pokud byl podzim suchý. Nadbytek vody podporuje houbové choroby a chlorózu. K zálivce je nevhodná vápenitá voda, ideální je voda dešťová. Zamokření snáší například R. canadense a rojovník bahenní.

## Bioindikátor
Americké druhy pěnišníků často indikují malý obsah dusíku v půdě.

## Invazivní rostlina
V západní a střední Evropě jsou rododendrony kvůli svým velkým červeným, fialovým nebo bílým květům pěstovány jako okrasné keře. Některé druhy (např. Rhododendron ponticum v Irsku a ve Spojeném království) jsou vnímány jako invazní rostlina, která se rozšiřuje v zalesněných oblastech a nahrazuje přirozený podrost. Rhododendron ponticum je obtížné odstranit, neboť její kořeny vytvářejí nové výhonky. Pěnišník je zodpovědný za zničení mnoha přirozených stanovišť a půdy na Britských ostrovech. Tam, kde jsou vhodné podmínky, pěnišník konkuruje původním rostlinám. Pod nepropustnou pokrývkou jeho listů hynou druhy rostlin, které nejsou schopny růst v důsledku nedostatečného světla. To zase vede k následné hynutí původních zvířat.
Rhododendron ponticum se na stanovišti množí vegetativně i semeny. Jediná rostlina nakonec vytváří koberec mnoha metrů neprostupných větví. Pokud se vodorovné větve dotýkají země, budou zakořeňovat a neustále se rozšiřuje oblast pokrytí. Semena pěnišníku jsou drobná, a ve větru se dobře rozptýlí. Každá květina může mít mezi třemi a sedmi tisíc semen, takže velký keř dokáže vyrobit několik milionů semen ročně. Nejlépe se mu daří v oblastech, kde byla původní vegetace nějakým způsobem narušena. Mykorrhiza hub s kořeny rostlin pěnišníku poskytuje konkurenční výhodu a umožňuje rostlině prosperovat v chudé půdě.
Potenciálně toxické chemikálie, fenoly a diterpeny, známé jako grayanotoxiny, se vyskytují v listí, květech a nektaru rododendronů Rhododendron ponticum. Tyto toxiny činí Rh. ponticum nepřijatelný pro většinu býložravců. Fenoly jsou nejvíce koncentrují v mladých tkáních, jako jsou rašící listy a pupeny. Jde o ochranu před býložravci. Lepivý exudát fyzicky odrazuje i malé bezobratlé.
Případy otravy dobytka může mít za následek smrt u zvířat jako ovce a skot, pokud jej pozřely v dostatečném množství. Je nutné pečlivě přemýšlet o umístění včelích úlů pokud je pěnišník významně rozšířen v oblasti.
Existují důkazy pro alelopatické interakci (vytváření nepříznivého prostředí pro jiné druhy) mezi pěnišníky a jinými rostlinami. Tím je myšlena nejen inhibice klíčení, nebo růst sazenic konkurenčních druhů, ale i přímá otrava. Jak bylo uvedeno výše, tkáně rododendronů obsahují značné množství fenolů a dalších potenciálně toxických chemikálií, které vylučují i do okolí. Existuje také důkaz pro omezení mykorrhizy u kořenů sazenice konkurenčního druhu rostlin.

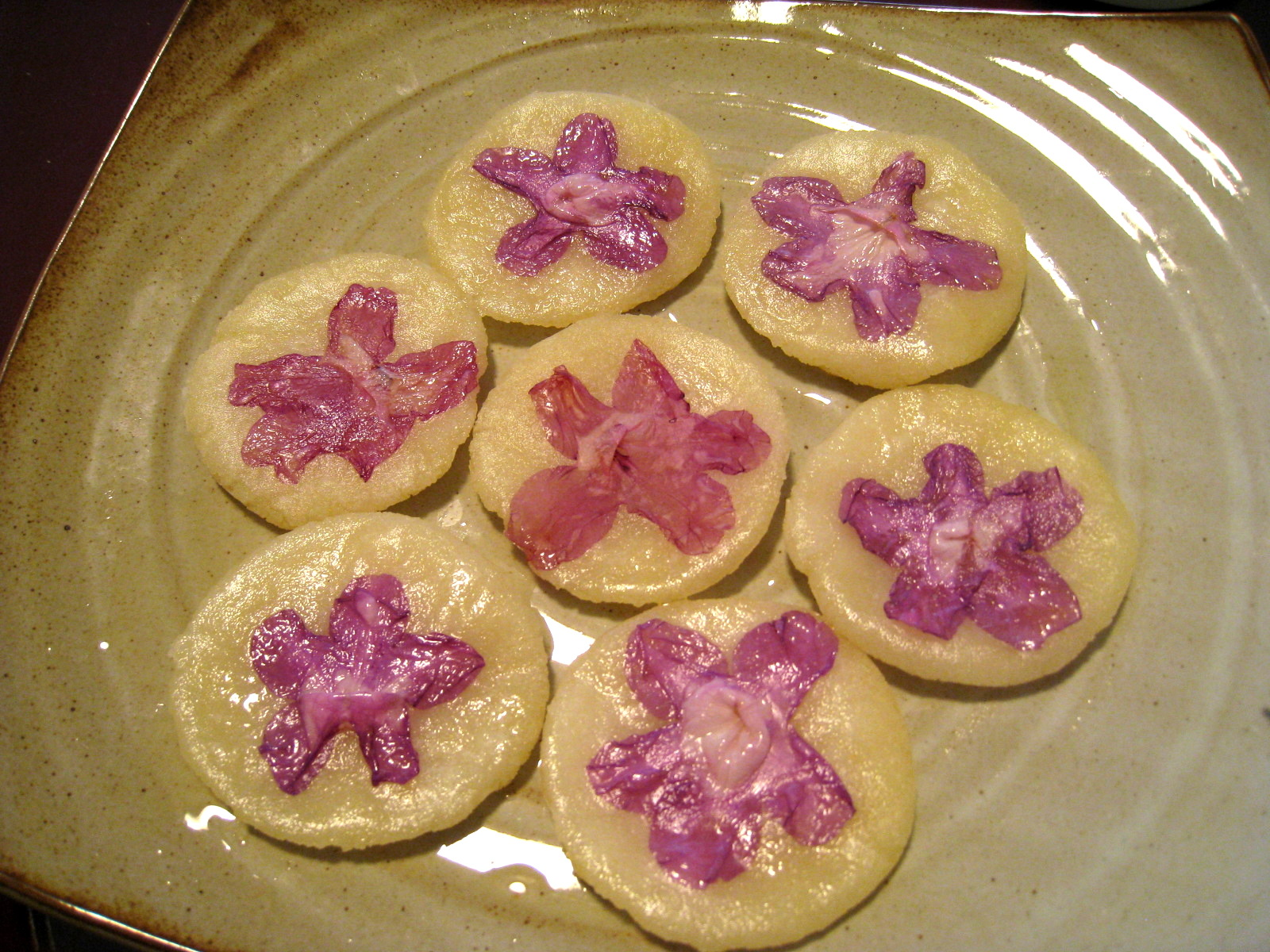
Korejské koláčky

Jakmile pěnišník obsadil nějaké území, jen několik původních druhů rostlin a živočichů přežilo. V zalesněných oblastech pouze velké stromy. Protože nedovolí vyrůst sazenicím, jakmile velké stromy uhynou zůstane krajina porostlá pěnišníkem. Poté, co původní rostliny zmizely, zvířata, která byla závislá na vymizelých druzích buď přímo, nebo nepřímo nemohou přežít. Oblasti zasažené pěnišníkem jsou v podstatě neplodné. Květy Rhododendronu jsou velmi atraktivní pro hmyz, zvláště čmeláky. V hlavním období kvetení květnu – červnu, upoutají pozornost opylujícího hmyzu a prakticky vyloučí opylení všech ostatních rostlin. V důsledku toho se nemohou jiné rostliny úspěšně množit.
I pokud byl odstraněn pěnišník, toxický humus nasycený alelopatickými látkami zůstává. Jediné řešení je odstranit jej. Avšak i poté, snadno se může na stanoviště vrátit díky semenům uloženým v půdě. Nejvhodnějším řešením je přijmout opatření v poměrně raném stádiu, aby se předešlo obsazení lokality pěnišníkem.

## Symbióza
Pěnišníky stejně jako většina dalších rostlin z čeledi vřesovcovité žijí v symbióze s houbami, mykorhize.

## Legislativa
Některé druhy pěnišníků jsou chráněné.

## Parky

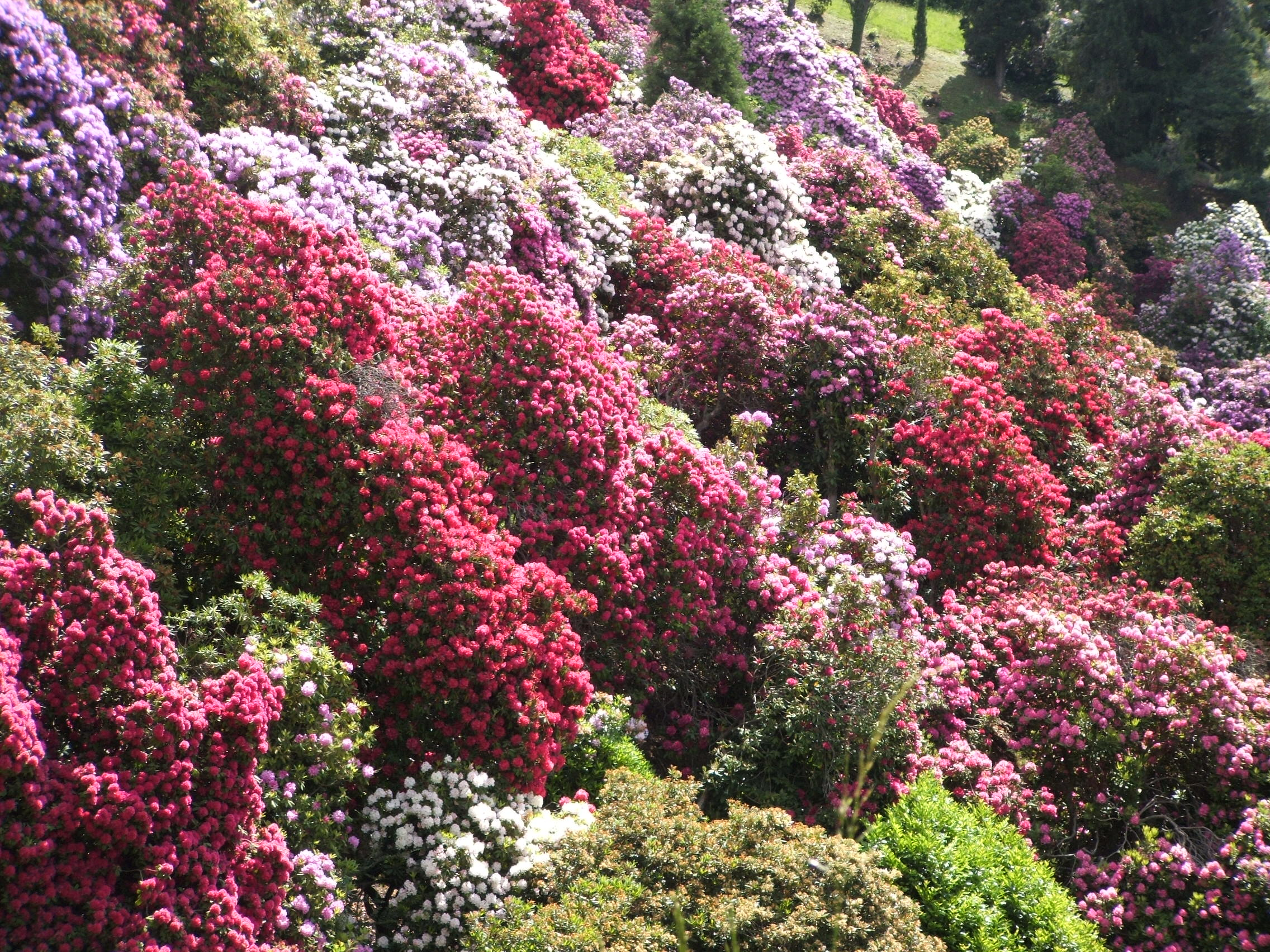
Park Parco della Burcina, Biella, Piemonte, Italia

Existuje mnoho parků, známých pěstováním rododendronů (výběr):
- Friedhof (hřbitov) Neumünster (Šlesvicko-Holštýnsko), velmi starý a velký.
- Botanická zahrada a Johannisfriedhof v Bielefeldu (údajně největší skupina rododendronových keřů v Evropě).
- Rododendronový zámecký park Dennenlohe v Mittelfranken, Dennenlohe, 10 hektarů přírodně krajinářského parku
- Park Wojsławice na Niemcza v Dolním Slezsku (Polsko), kterou vytvořil Fritz von Oheimb, 150 ha
- Park v Hutberg u Kamenz.
- Seleger Moor v Rifferswil v kantonu Curych (Švýcarsko).
- Wörlitz Park (světové kulturní a přírodní dědictví)
- Botanika, brémský rododendronový park (Brémy)
- Maxwaldpark a rododendronový park Hobbie ve Westerstede, Ammerland.
- Rododendronový park Bruns, v Gristede, Ammerland (mezi Bad Zwischenahn Wiefelstede)
- Park Zahrada, Bad Zwischenahn (bývalo zde „Landesgartenschau 2002“ (Dolnosasko 2002) )
- Park v San grato Carona (Lugano) jižní Švýcarsko
- Rhododendronová zahrada v Panorama Park Sauerland, Kirchhundem v Olpe
- Rododendronový park Rhododendron-Park Wachwitz (zámek Wachwitz) v Drážďanech, okres Wachwitz / Königlicher Weinberg (nedaleko Fernsehturm Drážďany)
- Rododendronový park v Kurort Rathen (Saské Švýcarsko)
- Lütetsburg Schlosspark – zámecký park u Lütetsburg
- Zámecký park Schlosspark Tannenfeld, starý anglický krajinářský park v Durynsku, v blízkosti Altenburgu s nejrůznějšími druhy rododendronů
- Rododendronový park Graal-Müritz, park byl postaven v letech 1955–1961, vytvořen zahradním architektem Karl Friedrich Evert z Rostock
- Rhododendron Park v Barmstedt
- Rododendrony v Azaleen- und Rhododendronpark Kromlau nedaleko Cottbus
- Park v Ronneby, Švédsko, zde jsou rozšířeny rododendrony až do lesa, což je neobvyklé.
- Park a Arboretum „Heilmannshof“, (320 druhů a odrůd rododendronů ), u Krefeldu
- „Pépinière“ (park v centru Nancy)
- Rhododendronhain v městském parku (Stadtpark Neue Welt) v Memmingen (bývalý areál Landesgartenschau 2000 (Zemské zahrady 2000))
- Centrum šlechtění rododendronů v Německu Ammerland v severozápadním Dolním Sasku. V okresním městě Westerstede se koná každé čtyři roky festival Festtage Rhododendron („Rhodo“), jedná se o největší výstavu rododendronů v Evropě. V hrabství se nachází několik rododendronových parků.
- Také známý svými rododendrony je park a Ohlsdorfský hřbitov v Hamburku.
- Rododendronová zahrada na okraji Kneippkurortes Tabarz (pod správou společnosti Thüringerwald-Verein Zweigverein Tabarz od roku 1893)
- Rododendronový park v parku Vorwerk ve Wuppertalu. V roce 1907 byl design Rhododendron Parku přetvořen známým šlechtitelem Wuppertalským školkařem a pěstitelem Nissenem.
- V Rakousku je rododendrony známá Botanická zahrada Linz
- Arboretum Mlyňany, na Slovensku vytvořená v roce 1892 hrabětem Stefan Ambrózy-Migazzi.
- V České republice se nachází sbírka pěnišníků v parcích kolem Pražského hradu. Vyhlášeným krajem kde se v ČR pěstují pěnišníky je Liberecko. Krásné sbírky pěnišníků mají zámecký park, Průhonická botanická zahrada a Dendrologická zahrada v Průhonicích.
- V Maďarsku Arboretum Jeli, které vytvořil v roce 1922 hrabě Stefan Ambrózy-Migazzi.
- Ve Velké Británii – Ztracené zahrady Heliganu (The Lost Gardens of Heligan), divoká krajina zahrada s až 20 m vysokými exempláři, zejména v Rhododendron arboreum.

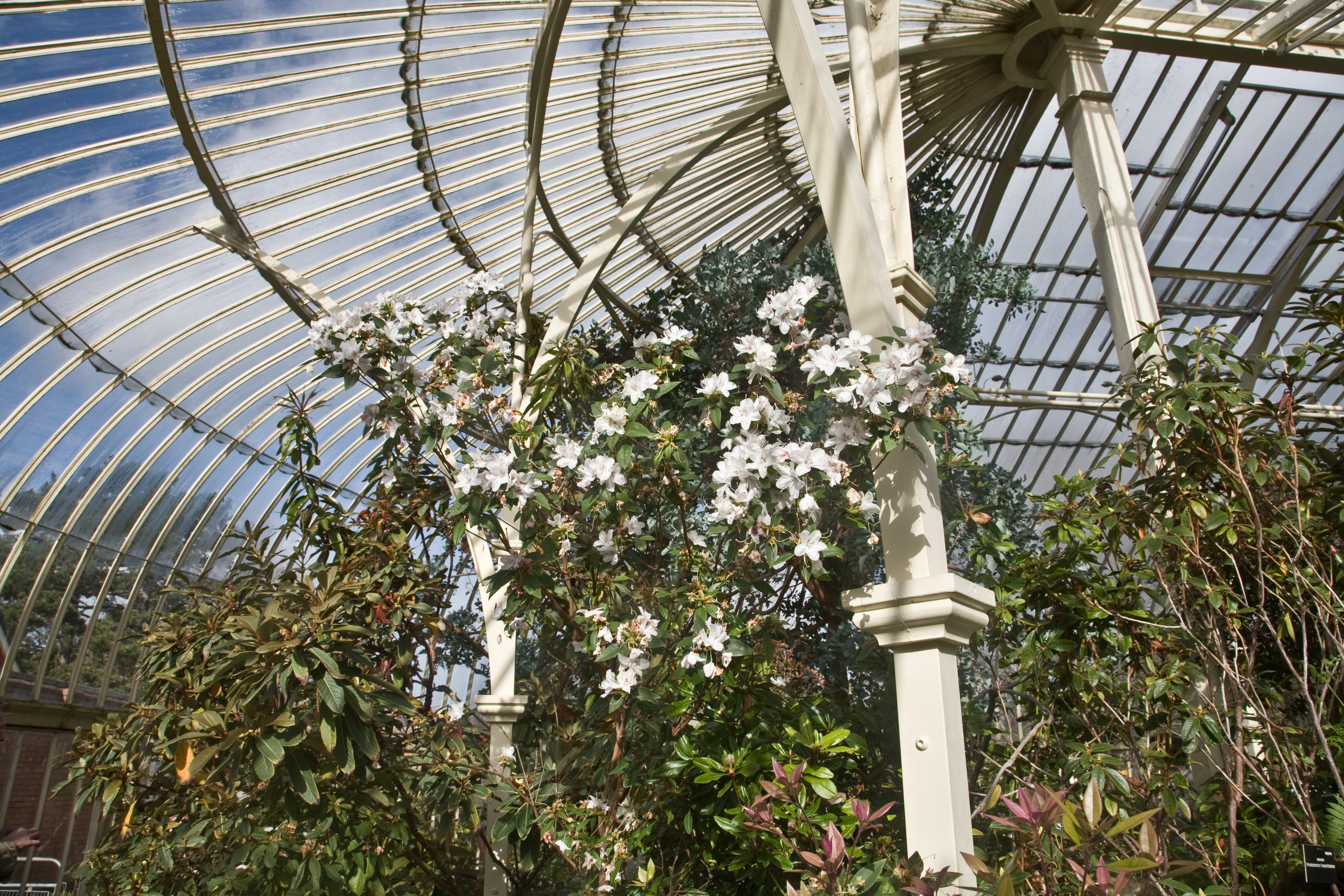
Irská botanická zahrada „The Irish National Botanic Gardens“, Glasnevin, Dublin, Irsko

- V Irsku: Národní park Killarney

#### Organizace zabývající se pěnišníky
- American Rhododendron Society
- Rhododendron Species Foundation and Botanical Garden
- Société Finlandaise du Rhododendron
- Australian Rhododendron Society
- German Rhododendron Society